# Carciato
Carciato is een plaats (frazione) in de Italiaanse gemeente Dimaro.